# Paraíba do Sul (kommunhuvudort)
Paraíba do Sul är kommunhuvudort i Brasilien.   De ligger i kommunen Paraíba do Sul och delstaten Rio de Janeiro, i den sydöstra delen av landet, 900 km sydost om huvudstaden Brasília. Paraíba do Sul ligger 323 meter över havet och antalet invånare är 35 517.
Terrängen runt Paraíba do Sul är kuperad åt nordost, men åt sydväst är den platt. Paraíba do Sul ligger nere i en dal. Närmaste större samhälle är Três Rios, 9,8 km nordost om Paraíba do Sul.
Omgivningarna runt Paraíba do Sul är huvudsakligen savann. Runt Paraíba do Sul är det glesbefolkat, med 17 invånare per kvadratkilometer.